# Gustav Falck
Gustav Falck (født 18. januar 1874 i København, død 22. september 1955) var direktør for Statens Museum for Kunst 1925-1930.
Gustav Falck var søn af Gustav Adolph Falck, der ejede Den kongelige Porcelainsfabrik. Han blev student fra Lyceum 1892, tog filosofikum året efter og fortsatte sine kunsthistoriske studier, bl.a. i udlandet 1897-1901. Falck blev assistent ved Den Kongelige Kobberstiksamling 1901, blev inspektør 1912-1919, var på nye studieophold i udlandet i de følgende år og derefter fra 1925 til 1930 direktør ved Statens Museum for Kunst. Bagefter var han sekretær i Ny Carlsbergfondet 1930-1935 og kommitteret ved Kronborg Slot 1935-1945. Han var Ridder af Dannebrog og Dannebrogsmand.